# Masters de Canadá 2012
La Rogers Cup 2012 es un torneo de tenis que pertenece tanto a la ATP en la categoría de ATP World Tour Masters 1000 como a la WTA en la categoría Premier 5. Los eventos femeninos se llevará a cabo en el Estadio Uniprix de Montreal, y los eventos masculinos serán en el Centro Rexall de Toronto del 7 al 13 de agosto de 2012 sobre canchas duras.

## Puntos y premios

### Distribución de puntos
| Etapa                          | Individual masculino | Dobles masculino | Individual femenino | Dobles femenino |
| ------------------------------ | -------------------- | ---------------- | ------------------- | --------------- |
| Campeón                        | 1000                 | 1000             | 900                 | 900             |
| Finalista                      | 600                  | 600              | 620                 | 620             |
| Semifinales                    | 360                  | 360              | 395                 | 395             |
| Cuartos de final               | 180                  | 180              | 225                 | 225             |
| Tercera ronda                  | 90                   | 90               | 125                 | 125             |
| Segunda ronda                  | 45                   | 10               | 70                  | 1               |
| Primera ronda                  | 10                   | –                | 1                   | –               |
| Clasificados                   | 25                   | –                | 30                  | –               |
| Ronda final de clasificación   | 14                   | –                | 12                  | –               |
| Primera ronda de clasificación | -                    | –                | 1                   | –               |

### Premios en dinero
| Etapa                          | Individual masculino | Dobles masculino | Individual femenino | Dobles femenino |
| ------------------------------ | -------------------- | ---------------- | ------------------- | --------------- |
| Campeón                        | $522,550             | $155,490         | $360,000            | $103,000        |
| Finalista                      | $256,220             | $76,120          | $                   | $               |
| Semifinales                    | $128,960             | $38,180          | $                   | $               |
| Cuartos de final               | $65,575              | $19,600          | $                   | $               |
| Tercera ronda                  | $34,050              | $10,130          | $                   | $               |
| Segunda ronda                  | $17,950              | $5,350           | $                   | $               |
| Primera ronda                  | $9,695               | –                | $                   | –               |
| Ronda final de clasificación   | $2,145               | –                | $                   | –               |
| Primera ronda de clasificación | $1,095               | –                | $                   | –               |

## Cabezas de serie
Los cabezas de serie están basados en el ranking del 30 de julio de 2012:

### Individual Masculino
| Tenista               | Ranking | Preclasificado |
| Novak Djokovic        | 2       | 1              |
| Andy Murray           | 4       | 2              |
| Jo-Wilfried Tsonga    | 6       | 3              |
| Tomáš Berdych         | 7       | 4              |
| Janko Tipsarević      | 8       | 5              |
| Juan Martín Del Potro | 9       | 6              |
| Juan Mónaco           | 10      | 7              |
| John Isner            | 11      | 8              |
| Gilles Simon          | 13      | 9              |
| Marin Čilić           | 14      | 10             |
| Mardy Fish            | 15      | 11             |
| Philipp Kohlschreiber | 16      | 12             |
| Kei Nishikori         | 17      | 13             |
| Richard Gasquet       | 20      | 14             |
| Florian Mayer         | 22      | 15             |
| Milos Raonic          | 23      | 16             |

### Individual Femenino
| Tenista             | Ranking | Preclasificada |
| Victoria Azarenka   | 1       | 1              |
| Agnieszka Radwanska | 2       | 2              |
| María Sharápova     | 3       | 3              |
| Samantha Stosur     | 5       | 4              |
| Petra Kvitova       | 6       | 5              |
| Angelique Kerber    | 7       | 6              |
| Caroline Wozniacki  | 8       | 7              |
| Sara Errani         | 9       | 8              |
| Marion Bartoli      | 10      | 9              |
| Na Li               | 11      | 10             |
| Ana Ivanovic        | 12      | 11             |
| Dominika Cibulkova  | 14      | 12             |
| Jelena Jankovic     | 18      | 13             |
| Flavia Pennetta     | 19      | 14             |
| Sabine Lisicki      | 20      | 15             |
| Lucie Safarova      | 22      | 16             |

## Campeones

### Individual masculino
Novak Djokovic venció a  Richard Gasquet por 6-3, 6-2.

### Individual femenino
Petra Kvitova venció a  Na Li por 7-5, 2-6, 6-3.

### Dobles masculino
Bob Bryan /  Mike Bryan vencieron a  Marcel Granollers /  Marc López por 6-1, 4-6, 12-10.

### Dobles femenino
Klaudia Jans-Ignacik /  Kristina Mladenovic vencieron a  Nadia Petrova /  Katarina Srebotnik por 7-5, 2-6, 10-7.